# 오시코시 아레나
오시코시 아레나(영어: Oshkosh Arena)는 미국 위스콘신주 오시코시에 위치한 실내 경기장이다. 현재 G 리그 위스콘신 허드의 홈경기장으로 사용되고 있다.